# Три года ты мне снилась
«Три го́да ты мне сни́лась» — популярная песня композитора Никиты Богословского на стихи Алексея Фатьянова, написанная для кинофильма «Большая жизнь» (вторая серия) режиссёра Леонида Лукова, созданного в 1946 году и выпущенного в прокат в 1958 году.

## История
Мне тебя сравнить бы надо

С песней соловьиною,

С тихим утром, с майским садом,

С гибкою рябиною.

С вишнею, с черёмухой,

Даль мою туманную,

Самую далёкую,

Самую желанную.

Как всё это случилось,

В какие вечера?

Три года ты мне снилась,

А встретилась вчера.

И сердцу вдруг открылась,

Что мне любить пора.

Три года ты мне снилась,

А встретилась вчера.
Фильм «Большая жизнь» (вторая серия) был создан в 1946 году. Его режиссёром был Леонид Луков, сценаристом — Павел Нилин, а композитором — Никита Богословский. Алексей Фатьянов написал для фильма тексты двух песен — «Три года ты мне снилась» и «Всё поля да поля». Кроме этого, в фильме также были песни на стихи Владимира Агатова и Бориса Ласкина. В фильме песню «Три года ты мне снилась» под гитару исполнил Марк Бернес, игравший роль инженера Петухова.
Никита Богословский вспоминал, что сначала Бернес отказался петь песню «Три года ты мне снилась», и это вызвало у них серьёзную ссору: «С первого раза песня ему не понравилась, „не пошла“ у него. Он сказал, что это не „его“ песня и петь её он вообще не будет. Отказывается». Тем не менее режиссёр Леонид Луков приказал Бернесу выучить песню и назначил запись на следующее утро. По словам Богословского, утром Бернес «явился на студию тихий и ласковый», поскольку «за ночь он „впелся“ в музыку, „сжился“ со словами — песня уже не казалась ему чужой, она ему уже нравилась, он легко её напевал». После этого запись прошла успешно, а песня навсегда вошла в репертуар Бернеса и стала одной из его самых любимых.
4 сентября 1946 года вышло постановление Оргбюро ЦК ВКП(б) «О кинофильме „Большая жизнь“», в котором фильм подвергся резкой критике. В частности, там отмечалось, что фильм «порочен в идейно-политическом и крайне слаб в художественном отношении». Досталось и прозвучавшим там песням, среди которых была «Три года ты мне снилась» — в постановлении было написано, что «для связи отдельных эпизодов в фильме служат многократные выпивки, пошлые    романсы», а «введённые в фильм песни (композитор Н. Богословский, авторы текстов песен А. Фатьянов, В. Агатов) проникнуты кабацкой меланхолией и чужды советским людям».
После этого фильм был запрещён к показу — его премьера состоялась только через 12 лет, в декабре 1958 года. Марк Бернес, исполнивший в фильме песню «Три года ты мне снилась», полушутя упрекал Алексея Фатьянова, с которым он был в приятельских отношениях: «Ты что написал такие слова? Ты что в мои уста вложил кабацкую меланхолию? Ты что наделал, брат?».
В 1969 году, незадолго до смерти, Марк Бернес сам выбрал песни, которые должны были звучать на церемонии прощания с ним — это были «Три года ты мне снилась», «Почему ж ты мне не встретилась?» («Романс Рощина»), «Я люблю тебя, жизнь» и «Журавли».

## Отзывы
Литературовед Сергей Небольсин писал, что с песни «Три года ты мне снилась» начинался послевоенный Фатьянов. 27-летний поэт, недавно вернувшийся с войны, вкладывал особое значение в слова про «три года», каждый день в течение которых мог оказаться последним. Обсуждая исполнение песни, Небольсин писал: «Так не хочется, чтобы сегодня терялась та нота, которую голос Бернеса сохранял даже в самой простой, самой мирной манере».

## Исполнители
За свою историю, начиная с исполнения Марка Бернеса во второй серии фильма «Большая жизнь», песня «Три года ты мне снилась» входила в репертуар многих известных певцов и певиц, таких как Алексей Покровский, Муслим Магомаев, Джордже Марьянович, Людмила Гурченко, Владимир Макаров, Ежи Поломский, Сергей Захаров, Иосиф Кобзон, Дмитрий Хворостовский, Дмитрий Бобров, Валерий Сюткин, Евгений Дятлов и другие.